# Joy Ride (pel·lícula de 2001)
 Joy Ride és una pel·lícula estatunidenca de John Dahl estrenada el 2001.

## Argument
Lewis decideix deixar el seu campus i travessar els Estats Units per anar a buscar Venna, una amiga de l'institut. Compra un cotxe vell i es posa en marxa. Els seus plans romàntics es troben compromesos de manera seriosa quan decideix parar-se per pagar la fiança del seu germà, Fuller. Aquest últim té l'art d'atreure problemes. Persuadeix no obstant això Lewis de fer una broma a un camioner per la ràdio CB que acaben de comprar. Es fan passar per una nimfòmana i el citen en una habitació de motel. L'endemà la policia troba una persona en coma atroçment mutilada a l'habitació.

## Repartiment
- Paul Walker: Lewis Thomas
- Steve Zahn: Fuller Thomas
- Leelee Sobieski: Venna
- Ted Levine: veu del vell Clou
- Matthew Kimbrough: Vell Clou
- Jessica Bowman: Charlotte
- Jim Beaver: Xèrif Ritter
- Stuart Stone: Danny, amic d'habitació de Lewis

## Al voltant de la pel·lícula
- Una continuació, Joy Ride 2: Dead Ahead, sense Paul Walker i Steve Zahn ha estat dirigida per Louis Morneau va ser un fracàs.
- Posa en escena dos parelles d'amics perseguits pel xofer psicopàtic en lloc de dos germans